# 馬坎巴省
馬坎巴省是布隆迪17省之一，位於該國最南端，省會馬坎巴，北臨布魯里省和魯塔納省，東面和南面是坦桑尼亞，西毗坦干伊喀湖，面積1,960平方公里，1999年居民人數約357,492。
4°15′51″S 29°49′0″E / 4.26417°S 29.81667°E